# Haan (Allemagne)
Pour les articles homonymes, voir Haan.
Haan est une commune de Rhénanie-du-Nord-Westphalie (Allemagne) d'environ 30 000 habitants, située dans l'arrondissement de Mettmann dans le district de Düsseldorf et à proximité de Solingen et de Wuppertal.

## Politique

### Les partis
- CDU - Union chrétienne-démocrate d'Allemagne
- SPD - Parti social-démocrate d'Allemagne
- FDP - Parti libéral-démocrate
- GAL - Alliance 90 / Les Verts
- UWG - Unabhängige Wählergemeinschaft

### Résultats des élections municipales
Résultats des élections municipales (mandat 1984-2004)
|      | 2004      | 2004   | 1999      | 1999   | 1994      | 1994   | 1989      | 1989   | 1984      | 1984   |
| ---- | --------- | ------ | --------- | ------ | --------- | ------ | --------- | ------ | --------- | ------ |
|      | pour cent | sièges | pour cent | sièges | pour cent | sièges | pour cent | sièges | pour cent | sièges |
| CDU  | 39,2      | 15     | 53,0      | 20     | 44,3      | 17     | 41,5      | 17     | 43,5      | 17     |
| SPD  | 29,8      | 11     | 31,1      | 12     | 37,2      | 15     | 38,6      | 15     | 37,0      | 15     |
| FDP  | 13,0      | 5      | 9,0       | 3      | 7,7       | 3      | 11,2      | 4      | 9,4       | 3      |
| GAL  | 9,1       | 4      | 6,9       | 3      | 10,8      | 4      | 8,7       | 3      | 10,2      | 4      |
| UWG  | 9,0       | 3      | -         | -      | -         | -      | -         | -      | -         | -      |
| Bet. | 59,0      | -      | 58,2      | -      | 84,7      | -      | 68,7      | -      | 69,4      | -      |

Les résultats des élections du maire en 2004 et 1999
|                               | 2004         | 2004        | 1999         | 1999        |
| ----------------------------- | ------------ | ----------- | ------------ | ----------- |
|                               | premier tour | second tour | premier tour | second tour |
| Knut vom Bovert (UNABHÄNGIGE) | 45,6 %       | 72,3 %      | -            | -           |
| Matthias Nocke (CDU)          | 30,7 %       | 27,7 %      | -            | -           |
| Martin Mönikes (CDU)          | -            | -           | 61,8 %       | -           |
| Bernd Stracke (SPD)           | 18,5 %       | -           | -            | -           |
| Frieder Angern (SPD)          | -            | -           | 38,2 %       | -           |
| Hans-Jürgen Lemmer (GAL)      | 5,2 %        | -           | -            | -           |
| Taux de participation         | 59,0 %       | 49,3 %      | 58,2 %       | -           |

### Jumelages
- Eu (France) depuis 1967 dans le département de la Seine-Maritime
- Berwick-upon-Tweed (Royaume-Uni) depuis 1982
- Bad Lauchstädt (Allemagne) depuis 1990 dans le land de Saxe-Anhalt
- Dobrodzień (Pologne) depuis 2004